# Novobátzky Károly-díj
Az Eötvös Loránd Fizikai Társulat Novobátzky Károly-díjat adományoz annak a tagjának, aki az elméleti fizikai kutatások területén kimagasló eredményt ért el. A díj névadója Novobátzky Károly (1884–1967) fizikus, egyetemi tanár, a Magyar Tudományos Akadémia tagja, kétszeres Kossuth-díjas.

## Díjazottak
- 1969 Kosály György
- 1970 Montvay István
- 1971 Csikor Ferenc
- 1972 Kuti Gyula
- 1973 Kunszt Zoltán
- 1974 Ladányi Károly
- 1975 Gálfi László
- 1976 Horváth Zalán
- 1977 Rácz Zoltán
- 1978 Niedermayer Ferenc; Patkós András
- 1979 Hasenfratz Péter
- 1980 -
- 1981 Palla László
- 1982 Sasvári László
- 1983 Fái György; Lukács Béla
- 1984 Szlacsányi Kornél
- 1985 Lendvay Endre
- 1986 Kertész János; Vicsek Tamás
- 1987 Lovas Rezső; Patkós András
- 1988 Tél Tamás
- 1989 Végh László
- 1990 Janszky József
- 1991 Virosztek Attila
- 1992 Györgyi Géza
- 1993 Temesvári Tamás
- 1994 -
- 1995 Lévai Péter
- 1996 -
- 1997 Kovács Zoltán
- 1998 Papp Gábor
- 1999 Ádám Péter
- 2000 -
- 2001 Jakovác Antal
- 2002 -
- 2003 Bajnok Zoltán
- 2004 Daruka István
- 2005 Kovács Tamás
- 2006 -
- 2007 -
- 2008 Takács Gábor
- 2009 Dóra Balázs
- 2010 Lévay Péter
- 2011 -
- 2012 Fodor Gyula
- 2013 Hegedűs Árpád
- 2014 -
- 2015 Nógrádi Dániel
- 2016 Somogyi Gábor
- 2017 Oroszlány László